# اتحادیه بهارشیملا
اتحادیه بهارشیملا (به لاتین: Bharashimla Union) یک تقسیمات کشوری در بنگلادش است که در Kaliganj Upazila, Satkhira District واقع شده‌است.